# 食卓にビールを
『食卓にビールを』（しょくたくにビールを）は、小林めぐみによる日本のライトノベル。SFコメディ短編集。イラストは剣康之。2003年から『月刊ドラゴンマガジン』増刊ファンタジアバトルロイヤルにて連載開始。2004年から富士見ミステリー文庫より順次単行本化。2007年、連載誌の休刊に伴い終了。全6巻。
星雲賞短編部門にも3度ノミネートされている。

## 概要
主人公は女子高生で、物理オタクで、作家で、幼妻。日常に紛れ込んだ不可思議な現象にも動じることなく、マイペースに事態を切り抜けていく。
各短編のタイトルにおいて「食卓にビールを☆～篇」となっているものが幼妻編、「食卓にビールはありません☆～篇」となっているものが女子高生篇。幼妻篇の〆にはビールを飲むことが多い。連載開始時、「ドラマガ紙上もっとも年食った（←失礼な）ヒロイン」と作者の公式サイトに記載されていたことから、当初は女子高生という設定はなかった模様。
雑誌連載からスタートしたが、連載誌が季刊でそれだけでは単行本化に必要な分量が溜まるのに時間がかかるため、文庫においては書き下ろしが多め。
星雲賞短編部門では2005年に「食卓にビールを☆伝説のスネークマスター篇」が、2006年に「食卓にビールを☆魔王篇」が
、2008年には「食卓にビールを☆秘密基地篇」がそれぞれノミネートされた。
なお、SFコメディであるのに富士見ミステリー文庫から出版された理由は、編集長が元担当だったから、とのこと。
著者のあとがきと文章のテンポが似ており、また公式サイトの日記タイトルが同じく「食卓にビールを」であったため、この作品は著者の日常生活を綴ったものではないか、と冗談半分に言われることがある。
2014年に小林のサイトにて10周年記念短編「バリアフリー編」が公開された。

## 主な登場人物
私
主人公にして語り手。女子高生にして物理オタクにして作家にして幼妻。目標はカリスマ主婦。
旦那
本名は江藤総一郎。26歳。残業続きのSE。マイペースな主人公に振り回され気味。
ピシガシ・ジョージ
東銀河警察機構の刑事。主人公を「地球代表」と呼ぶ。
もっさん
主人公のクラスメイト。昼食仲間。手話部員。
ジロちゃん
主人公のクラスメイト。昼食仲間。
キラちゃん
文芸部2年。主人公の隣のクラス。音楽ファンでライブ仲間。
瓜生桜子
文芸部2年。これ以降のキャラの名前は全てペンネーム。
錫杖かなえ
文芸部1年。暁の五戦士の一員。通称「シャクたん」。
南下曜花
文芸部2年。部長。
早川のぼる
文芸部1年。
花京院エミリ
文芸部1年。

## 既刊リスト
1. ISBN 4-8291-6267-8　2004年08月
2. ISBN 4-8291-6275-9　2004年10月
3. ISBN 4-8291-6290-2　2005年02月
4. ISBN 4-8291-6317-8　2005年09月
5. ISBN 4-8291-6332-1　2005年12月
6. ISBN 4-8291-6395-X　2007年07月